# Diaspis ferrisi
Diaspis ferrisi är en insektsart som beskrevs av Mckenzie 1947. Diaspis ferrisi ingår i släktet Diaspis och familjen pansarsköldlöss. Inga underarter finns listade i Catalogue of Life.